# Provinz Huaytará
Die Provinz Huaytará ist eine von sieben Provinzen der Region Huancavelica im Südwesten von Peru. Die Provinz hat eine Fläche von 6458 km². Beim Zensus 2017 lebten 18.390 Menschen in der Provinz. Im Jahr 1993 lag die Einwohnerzahl bei 23.319, im Jahr 2007 bei 23.274. Die Provinzverwaltung befindet sich in der Kleinstadt Huaytará.

## Geographische Lage
Die Provinz Huaytará liegt etwa 270 km südöstlich der Landeshauptstadt Lima. Sie erstreckt sich quer über die peruanische Westkordillere und weist eine Längsausdehnung in SW-NO-Richtung von 115 km auf. Die Flüsse Río Pisco, Río Ica und Río Grande entwässern das Gebiet zum Pazifischen Ozean hin. 
Die Provinz Huaytará grenzt im Nordwesten an die Provinz Castrovirreyna, im Norden an die Provinzen Huancavelica und Angaraes, im Osten an die Provinzen Huamanga, Cangallo, Víctor Fajardo, Huanca Sancos und Lucanas (alle fünf in der Region Ayacucho) sowie im Süden an die Provinzen Palpa und Ica sowie im Westen an die Pisco (alle drei in der Region Ica).

## Verwaltungsgliederung
Die Provinz Huaytará gliedert sich in 16 Distrikte (Distritos). Der Distrikt Huaytará ist Sitz der Provinzverwaltung.
| Distrikt                    | Verwaltungssitz             |
| --------------------------- | --------------------------- |
| Ayaví                       | Ayaví                       |
| Córdova                     | Córdova                     |
| Huayacundo Arma             | Huayacundo Arma             |
| Huaytará                    | Huaytará                    |
| Laramarca                   | Laramarca                   |
| Ocoyo                       | Ocoyo                       |
| Pilpichaca                  | Pilpichaca                  |
| Querco                      | Querco                      |
| Quito-Arma                  | Quito Arma                  |
| San Antonio de Cusicancha   | San Antonio de Cusicancha   |
| San Francisco de Sangayaico | San Francisco de Sangayaico |
| San Isidro                  | San Isidro de Huirpacancha  |
| Santiago de Chocorvos       | Santiago de Chocorvos       |
| Santiago de Quirahuara      | Santiago de Quirahuara      |
| Santo Domingo de Capillas   | Santo Domingo de Capillas   |
| Tambo                       | Santa Rosa de Tambo         |